# فرانسوا مودستو
فرانسوا مودستو (انگلیسی: François Modesto؛ زادهٔ ۱۹ اوت ۱۹۷۸) بازیکن فوتبال اهل فرانسه است.
از باشگاه‌هایی که در آن بازی کرده‌است می‌توان به باشگاه فوتبال المپیاکوس، باشگاه فوتبال کالیاری، باشگاه فوتبال باستیا، آ.اس موناکو، و باشگاه فوتبال مودنا اشاره کرد.
وی همچنین در تیم ملی فوتبال Corsica بازی کرده‌است.